# Wagersrott
Wagersrott (in danese Vogsrød) è un comune di 248 abitanti dello Schleswig-Holstein, in Germania.
Appartiene al circondario (Kreis) di Schleswig-Flensburgo (targa SL) ed è parte della comunità amministrativa (Amt) di Süderbrarup.